# Lisa Baker
Lisa Baker', född 19 mars 1944 i Detroit, Texas, är en amerikansk fotomodell och skådespelare.
Lisa Baker utsågs till herrtidningen Playboys Playmate of the Month för november 1966 och till Playmate of the Year för 1967.